# Літературно-мистецьке об'єднання «Сонях»
Літературно-мистецьке об'єднання «Сонях» ім. В.С. Бабляка – добровільна творча організація літераторів міста Дунаївці та Дунаєвецького району: поетів, прозаїків, а також майстрів народної творчості, художників, самодіяльних композиторів та виконавців.

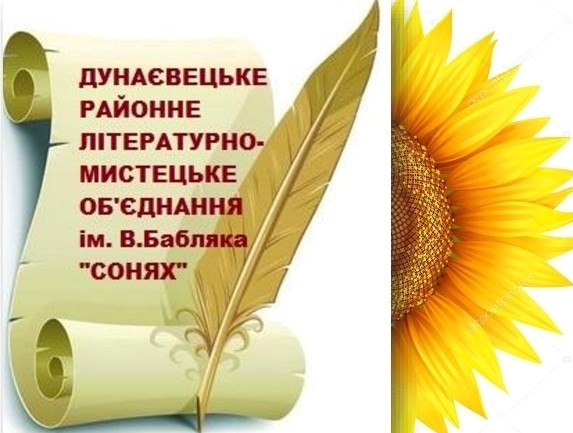

## Заснування
З ініціативи Г. Іліха, Р. Болюха, В. Прокопчука, В. Захар'єва та підтримки Т. Михайловського (головного редактора) при редакції районної газети у 1986 році було створено літературну студію.
1986-й – рік 70-літнього ювілею уродженця села Великий Жванчик Дунаєвецького району, відомого українського письменника В.С. Бабляка (1916-1970), ім'я якого і присвоїли студії.

## Історія об'єднання
Як добровільна творча організація була започаткована при редакції районної газети у 1986 році. Першим головою було обрано Р.І. Болюха – українського поета-гумориста, члена НСПУ, лауреата літературних премій ім. М. Годованця, ім. В. Булаєнка, ім. Д. Загули. В подальшому головами обиралися В.А. Захар'єв – літератор, журналіст, археолог, краєзнавець, історик, архівіст, з 2008 року – голова Хмельницького обласного осередку Всеукраїнської творчої спілки «Конгрес літераторів України», В.П. Спірякіна – народна майстриня, літератор, художниця, та В.Б. Байталюк – літератор, журналіст, головний редактор районної газети "Дунаєвецький вісник",  член Національної спілки журналістів України.

## Життєдіяльність об'єднання
Літературно-мистецьке об'єднання «Сонях» здійснює патронат над юними талантами літературної студії «Джерельце» (м. Дунаївці), що працює у Будинку творчості школярів.
Членам ЛМО «Сонях»  не забороняється  членство в інших організаціях, тому чимало літераторів скористалися цим правом і вступили до лав Конгресу літераторів України, Національної спілки письменників України, Національної спілки журналістів України та інших спілок і громадських об'єднань.
У Статуті ЛМО «Сонях» підкреслюється, що об'єднання  послідовно дотримується принципу рівності всіх своїх членів, незалежно від політичної орієнтації, національної та релігійної приналежності, мови, якою пише літератор.
У 1998 році силами об'єднання було випущено перший альманах «Сонях» із найкращими творами авторів того часу. 
У 2013 році за сприяння меценатів було надруковано другий літературно-мистецький альманах «Сонях», куди увійшли як поетичні, так і прозові твори учасників ЛМО.
За три десятиліття творчий доробок об'єднання складає біля сотні  книг, десятки перемог у конкурсах і фестивалях, багато персональних виставок, презентацій, зустрічей з шанувальниками прекрасного як у районі, так і в Хмельницькому, Чернівцях, Львові, Кам'янці-Подільському, Мукачево , Ужгороді , Коломиї, Києві.

## Каталог творів членів літературно-мистецького об'єднання «Сонях» ім. В.С. Бабляка

### Афанасій Коляновський
- «Сльозою згірклою не змилась»(1990)
- «Повернення до себе»(1992)
- «На грані часу» (1993)
- «За словом слово» (1994)
- «Вибір» (1995)
- «Підкова на щастя» (1996)
- «З дерева буття» (1997)
- «Веління совісті» (1998)
- «Цвітовидь райдужна» (1999)
- «Літоспад» (2000)
- «Не рідний дід» (2002)
- «Живу своїм» (2003)
- «Квінтет» (2003)
- «На рідних стежках» (2006)

### Роман Болюх
- «Персональні ляпаси»(1990)
- «Сміх без утіх» (1991)
- «Несучий півень» (1993)
- «Одсвіти» (1993)
- «Вибране» (1995)
- «Буковий ряст» (1996)
- «Жертовний вогонь» (1998)
- «Вибране: Лірика, сатира, гумор» (2000)

### Володимир Сутковецький
- «Віск і криця» (1990)
- «Таємниця старого майстра» (1994)

### Володимир Захар'єв, Тамара Мельник
- «Довічне відлуння любові» (1991)

### Захар'єв Володимир Анатолійович
- «Допинг для Ангела» (1992)
- «До» (2003)
- «Досьє Донжуана» (2011)
- «Достеменно» (2013)
- «Довгі гони» (2018)

### Антон Паславський
- «Мысли и строки» (1993)

Лариса Ковальчук
- «Чорно-біла елегія ночі» (1994)

### Петро Тулизик
- «Хто внесе прапор» (1994)
- «Я скажу йому сама» (1994)
- «У кожного своя доля і своя недоля» (2002)
- «Священний талісман» (2005)
- «Добрим людям на добривечір» (2010)

### Микола Іщенко
- «Латка жита» (1995)
- «Пізнай себе» (1996)
- «Круча» (1997)
- «Перевал» (1999)
- «Полин» (2002)
- «Чужий хрест» (2007)
- «Барви твоєї душі» (2009)
- «Цілющою сльозою» (2010)
- «Хлопчик мить» (2010)

### Анна Браверман
- «Порахуй і розмалюй» (1995)
- «Стежина» (1996)
- «Криничка» (1997)
- «Яблунька» (1999)
- «Мовою серця» (2000)

### Антон Гуляс
- «Повінь любові» (1996)

### Спірякіна Віра Петрівна
- «Горлиця» (1998)
- «На крилах Жар-птиці» (2008)
- «Буськова подяка» (2016),
- «Вогник роду» (2017),
- «Вітрила любові» (2019)

### Галина Бабляк
- «Від душі» (1999)
- «Передчуття падолисту» (2000)

### Людмила Гурей
- «Мелодія душі» (2000)
- «За покликом серця» (2005)

### Весела Людмила Михайлівна
- «Вереснева містерія» (2003)
- «Кленовий пасьянс» (2009)
- «Між ріками і Богом» (2017).

### Ольга Остапчук
- «Ієрогліф самотності» (2004)
- «Нагорода за ніжність» (2009)

### Олена Ткачук
- «Бентежний вітер» (2004)
- «Тяжіння неба» (2006)

### Валентина Байталюк
- «На околиці літа» (2007)

### Анна Жинтіца
- «Кулібаба на хвості» (2007)
- «Веселиба» (2009)
- «Сіркові проблеми» (2010)
- «Чорно-білі таланти» (2010)

### Тамара Мельник (посмертно)
- «Душею нескінченності належу» (2007)

### Євгенія Бучківська
- «По той бік дощів» (2008)
- «Перлини надвечір`я» (2012)
- «По той бік дощів – 2» (2012)

### Олена Блажеєва
- «Маленький світ моєї великої душі» (2010)

### Марія Гуменюк
- «Земляки мої – партизани» (2010

### Осецький Йосип Петрович
- «Офіцерський вальс» (2002)
- «Черешневий сад» (2007)
- «Грона любові» (2004)
- «На Майдані любові» (2005)

### Шевернога (Каменєва) Маргарита Володимирівна
- «Вогненних мрій вітрила» (2013)
- «Луна» (2014
- «Тільки ти повертайся» (2017),
- «Повертайся» (2017),
- «Вогненні квіти» (2018),
- «Мавка в мегаполісі» (2019).

### Мазур Наталія Павлівна(Наталя Мазур)
- «Душа на кінчику пера» (2012)
- «Мокре сонечко» (2012)
- «Трем тиші» (вересень 2016);
- «Забавлянки» (травень 2019 р.),
- «Потешки» (травень 2019 р.);
- «Стакато дощу» (вересень 2019 р.);
- «Казки самшитової алеї»  (, грудень 2020 р.);
- «Досі люблю» ( квітень 2022 р..);
- «Пригоди маленького панденяти» (червень 2023 р.).